# Webパーツ
Webパーツは、 ASP.NETのサーバーコントロールの一種で、実行時にユーザーによってWebパーツページのWebパーツ領域に追加される。Webウィジェット、ブログパーツ、ポートレットと呼ばれるものと同等の機能。Webパーツを使って、エンドユーザーはブラウザから直接Webページのコンテンツ、外観、動作を変更することができる。Webパーツはプログラマーが開発する。開発されたWebパーツはWebパーツページ上のライブラリに置かれ、エンドユーザーがライブラリからマウスで選択することで、Webページの特定の場所に配置できる。
WebパーツはMicrosoft SharePointのページでASP.NETテクノロジーのアドオンとして使われる。技術的には、Webパーツのホスト自体にSharePointを必要とするわけではない。